# Bistum Münster
Das Bistum Münster (lat. Dioecesis Monasteriensis) ist eine flächenmäßig nicht zusammenhängende römisch-katholische Diözese im Münsterland, im nördlichen Ruhrgebiet und am Niederrhein (Nordrhein-Westfalen) sowie im Oldenburger Land (Niedersachsen). Es ist als Suffraganbistum Teil der Kirchenprovinz Köln und seit 2024 das mitgliederstärkste katholische Bistum im deutschsprachigen Raum.

## Sprengel
Das Bistum Münster umfasst heute:
1. in Westfalen die kreisfreien Städte Münster sowie Hamm nördlich der Lippe, die Kreise Borken, Coesfeld, Recklinghausen (einschließlich der ehemals eigenständigen Gemeinden Kirchhellen und Henrichenburg, jedoch ohne die Städte Gladbeck und Castrop-Rauxel), Steinfurt und Warendorf, den nördlich der Lippe gelegenen Teil des Kreises Unna (Städte Selm, Werne, nördliches Lünen) und aus dem Kreis Gütersloh die Stadt Harsewinkel, die Ortschaft Benteler (Ortsteil von Langenberg) und die Ortschaft Möhler (Gemeinde Herzebrock-Clarholz) sowie im Kreis Soest die Ortschaften Bad Waldliesborn (zu Lippstadt gehörig), Herzfeld und Lippborg.
2. am Niederrhein die Kreise Kleve (einschließlich des Ortsteils Tönisberg der Stadt Kempen) und Wesel, Walsum (ehemalig Kreis Dinslaken) und die linksrheinischen Stadtteile Duisburgs (ehemalig Kreis Moers).
3. in Niedersachsen den Offizialatsbezirk Oldenburg (verwaltet durch das Bischöflich Münstersche Offizialat), der dem ehemaligen Freistaat Oldenburg (zuvor Großherzogtum Oldenburg) entspricht. Zum Offizialatsbezirk gehören die kreisfreien Städte Delmenhorst, Oldenburg und Wilhelmshaven sowie die Landkreise Ammerland, Cloppenburg, jedoch ohne die Ortsteile Gehlenberg und Neuvrees der Stadt Friesoythe und ohne den Ortsteil Wachtum der Stadt Löningen, Friesland einschließlich der ostfriesischen Insel Wangerooge, Oldenburg (einschließlich der Ortsteile Stuhr, Moordeich und Varrel[10][11][12] der Einheitsgemeinde Stuhr, jedoch ohne die Samtgemeinde Harpstedt), Vechta, jedoch ohne den Ortsteil Vörden der Gemeinde Neuenkirchen-Vörden und Wesermarsch (einschließlich Dedesdorf, Gemeinde Loxstedt).

Mit dem Bischöflichen Stuhl von Münster war bis 1803 auch eine weltliche Herrschaft verbunden, das Hochstift Münster. Es teilte sich in das Oberstift, welches etwa dem heutigen Münsterland entsprach, und das Niederstift, identisch mit dem heutigen Oldenburger Münsterland sowie dem Landkreis Emsland auf. Dabei war das Gebiet des weltlichen Bistums bis 1666 größer als das des geistlichen, da das Niederstift kirchlich zum Bistum Osnabrück gehörte.
Seit 1815 gehört der heutige Landkreis Emsland wieder zum Bistum Osnabrück, während das Oldenburger Münsterland Teil des Bistums Münster blieb.

## Regionen, Dekanate und Kreisdekanate
Das Bistum Münster gliedert sich in NRW in drei Regionen, die aus insgesamt sieben Kreis- und einem Stadtdekanat bestehen, sowie in Niedersachsen in acht Dekanate, die den Offizialatsbezirk Vechta bilden.
Den Seelsorgeregionen in NRW steht jeweils ein Weihbischof als Regionalbischof ohne eigene Verwaltung und Jurisdiktion vor:
1. Münster-Warendorf-Coesfeld: Stefan Zekorn
2. Borken-Steinfurt: Christoph Hegge
3. Niederrhein, Recklinghausen: Rolf Lohmann

Ein weiterer Weihbischof, Wilfried Theising, steht als bischöflicher Offizial dem Offizialatsbezirk Oldenburg vor und hat in dieser Funktion dort weitgehende Autonomie vom Generalvikariat in Münster.
| - Stadtdekanat Münster - 2 dekanatsfreie Kirchen - Kreisdekanat Warendorf - Dekanat Ahlen - Beckum - Dekanat Hamm - Dekanat Warendorf - Kreisdekanat Coesfeld - Dekanat Coesfeld und Dülmen - Dekanat Lüdinghausen - Dekanat Werne | - Kreisdekanat Borken - Dekanat Ahaus-Vreden - Dekanat Bocholt - Dekanat Borken - Kreisdekanat Steinfurt - Dekanat Ibbenbüren - Dekanat Mettingen - Dekanat Rheine - Dekanat Steinfurt | - Kreisdekanat Kleve - Dekanat Emmerich - Dekanat Geldern - Dekanat Goch - Dekanat Kleve - Kreisdekanat Wesel - Dekanat Dinslaken - Dekanat Duisburg-West - Dekanat Moers - Dekanat Wesel - Dekanat Xanten - Kreisdekanat Recklinghausen - Dekanat Dorsten - Dekanat Herten - Dekanat Lippe (Haltern am See und Marl) - Dekanat Recklinghausen | - Offizialatsbezirk Oldenburg - Dekanat Cloppenburg - Dekanat Damme - Dekanat Delmenhorst - Dekanat Friesoythe - Dekanat Löningen - Dekanat Oldenburg - Dekanat Vechta - Dekanat Wilhelmshaven |

Bis zur Emeritierung von Weihbischof Dieter Geerlings im November 2017 bildeten die Kreisdekanate Coesfeld und Recklinghausen eine eigene Region, die dann aufgelöst wurde.

## Kirchliche Einrichtungen

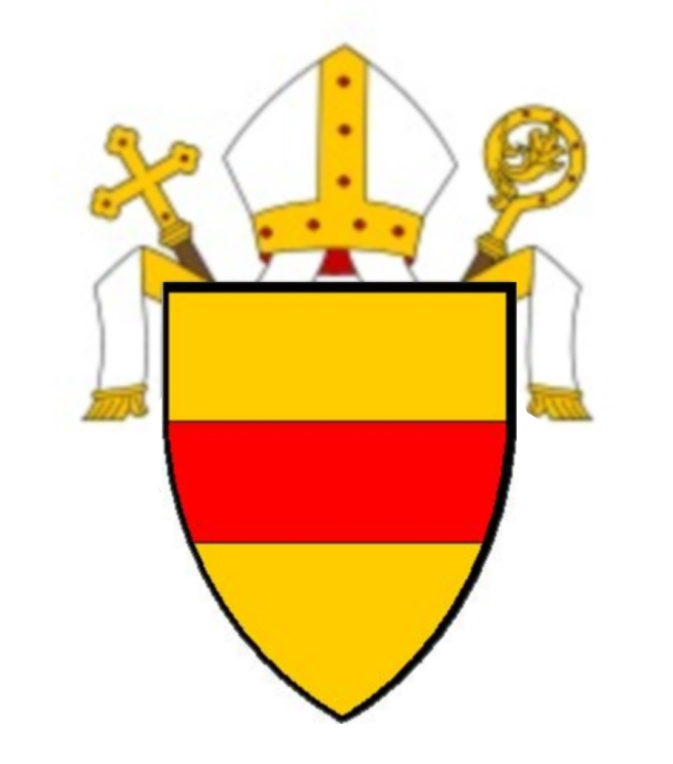
Wappen des Bistums

### Bistumsarchiv
Georgskommende 19

48143 Münster

### Diözesanbibliothek
Überwasserkirchplatz 2

48143 Münster

### Institut für die Geschichte des Bistums Münster (2004–2019)
Kooperationsprojekt zwischen dem Bistum Münster und der Westfälischen Wilhelms-Universität Münster.
Domplatz 23

48143 Münster

### Forschungsstelle für die Geschichte des Bistums Münster
Kooperationsprojekt zwischen dem Bistum Münster und der Universität Münster.
Domplatz 23

48143 Münster

### Ausbildungsstätten
- Priesterseminar Borromaeum: Konvikt und Seminar zur Priesterausbildung
- Institut für Diakonat und pastorale Dienste im Bistum Münster: Ausbildungsstätte für Ständige Diakone und Pastoralreferenten

### Verbund der Katholischen Erwachsenenbildung im Bistum Münster
- Soziale Akademie Franz Hitze Haus
- Landvolkshochschule Freckenhorst
- Katholisches Bildungszentrum Wasserburg Rindern

### Jugendbildungsstätten im Bistum Münster
- Jugendburg Gemen

## Vermögen und Finanzsituation
Neben dem regulären Etat, über den Rechenschaft abgelegt werden muss, braucht das Bistum Münster über den „Bischöflichen Stuhl“ keine Rechenschaft abzulegen, solange keine öffentlichen Gelder darin verwendet werden. Die Höhe des Geldvermögens des Bischöflichen Stuhls betrug zum 31. Dezember 2017 rund 0,5 Millionen Euro. Darin nicht enthalten ist das Immobilienvermögen der Diözese, das in erster Linie dienstlichen Zwecken dient. Erstmals veröffentlichte das Bistum Münster seit seinem Bestehen seine Vermögensverhältnisse.
Der Haushaltsplan 2020 für den nordrhein-westfälischen Teil des Bistums Münster belief sich bei den Ausgaben auf 676,9 Millionen Euro.
Für 2025 rechnet das Bistum mit einem Defizit von 32,7 Millionen Euro, danach werde das Haushaltsdefizit wegen des demographischen Wandels eher noch wachsen. Das Bistum kündigte im Januar 2020 Personalabbau und personelle Veränderungen im Bischöflichen Generalvikariat und angeschlossenen Dienststellen sowie einen kurzfristig einsetzenden Spar- und Strategieprozess an.

## Kultur und Sehenswürdigkeiten

### Bistumszeitung
Kirche+Leben ist die wöchentlich erscheinende Kirchenzeitung im Bistum Münster.

### Büchereiarbeit
Die Büchereien im Bistum Münster stehen allen offen – unabhängig von Alter, Nationalität oder Konfession.
Im Bistum Münster gibt es derzeit (Stand: Oktober 2020) etwa 400 Büchereien:
- Katholische Öffentliche Büchereien in den Pfarrgemeinden,
- Katholische Büchereien in Krankenhäusern,
- Katholische Büchereien in Altenheimen und Heimen.

Hier halten über 5300 zumeist ehrenamtliche Mitarbeiter ein breitgefächertes Angebot bereit:
- 2,3 Millionen Medien – vom Buch bis hin zur DVD,
- 6000 Veranstaltungen für Kinder, Jugendliche und Erwachsene,
- Zeit und ein angenehmes Umfeld für Gespräche über Literatur und andere Themen.

## St.-Paulus-Dom

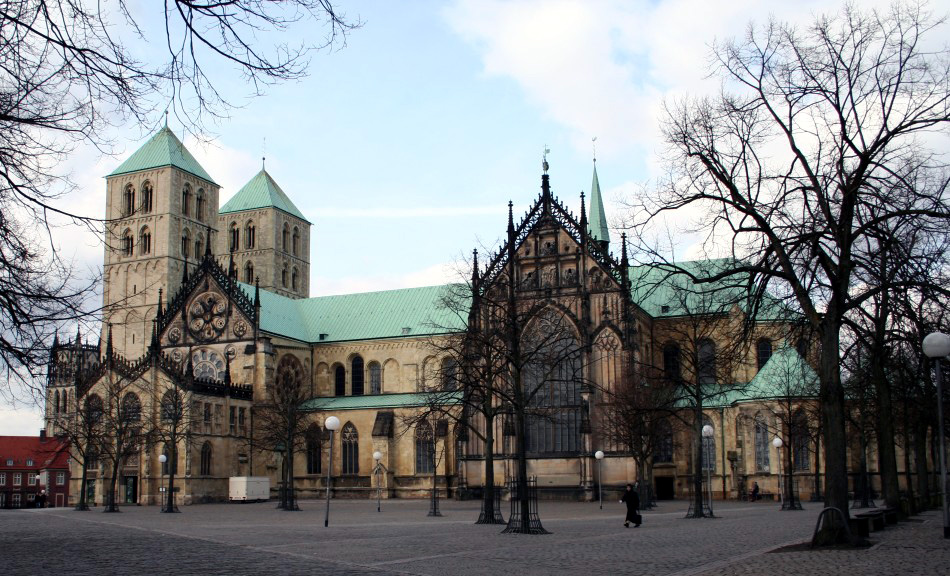
Der St.-Paulus-Dom in Münster

Die Mutterkirche ist der St.-Paulus-Dom im Herzen Münsters. Er ist bereits der dritte Dom an dieser Stelle. 1225 war die Grundsteinlegung für den heutigen Dom, welcher 1264 geweiht werden konnte. Während des Zweiten Weltkrieges wurde er stark zerstört, besonders betroffen war das ehemalige Hauptportal, welches nicht wieder aufgebaut wurde, sondern durch eine neue Wand mit runden in einem Kreis angeordnete Fenster ersetzt wurde. Die Weihe für den wiederaufgebauten Dom fand 1956 statt.
Alle wichtigen Gottesdienste (z. B. Priesterweihen) finden in dem Dom statt.
1987 betete Johannes Paul II. an dem Grab des ehemaligen Bischofs von Münster Clemens August Kardinal von Galen. Von Galen liegt in der Ludgerus-Kapelle des Doms begraben. Sein Grab ist Anlaufstelle für viele Gläubige.

## Geschichte

### Mittelalter und Frühe Neuzeit

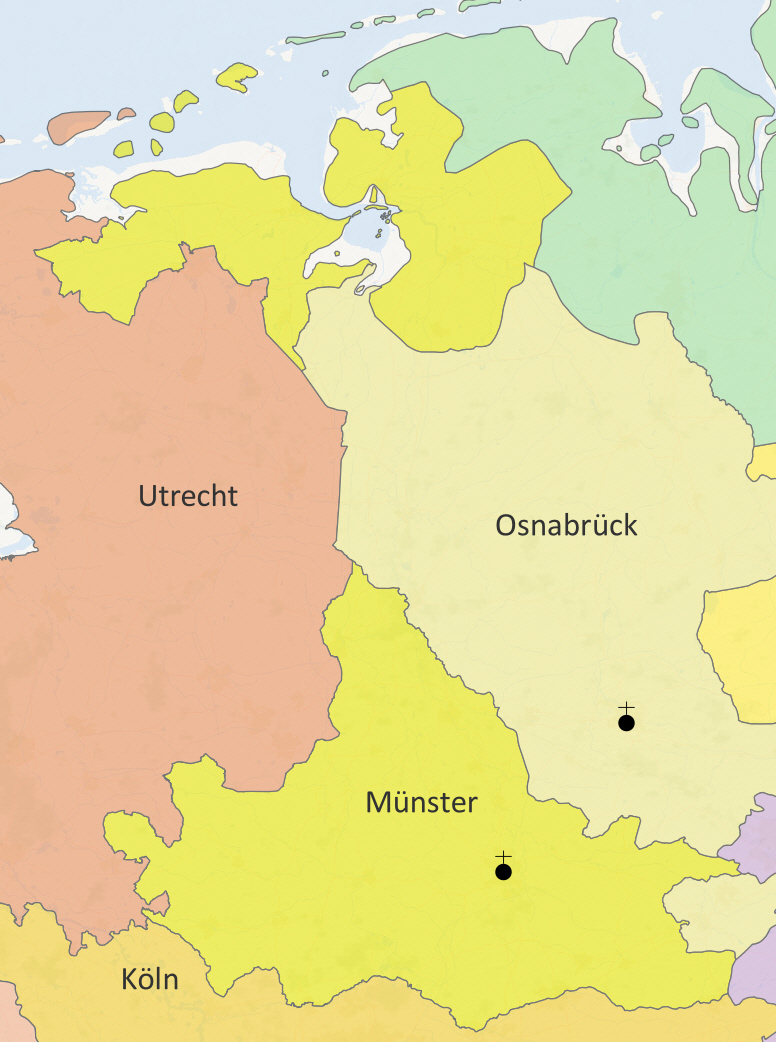
Das Bistum Münster um 1500

Für das mittelalterliche und frühneuzeitliche Münster in Westfalen sind zwei Entwicklungen, das Bistum und die Stadt betreffend, zu unterscheiden.

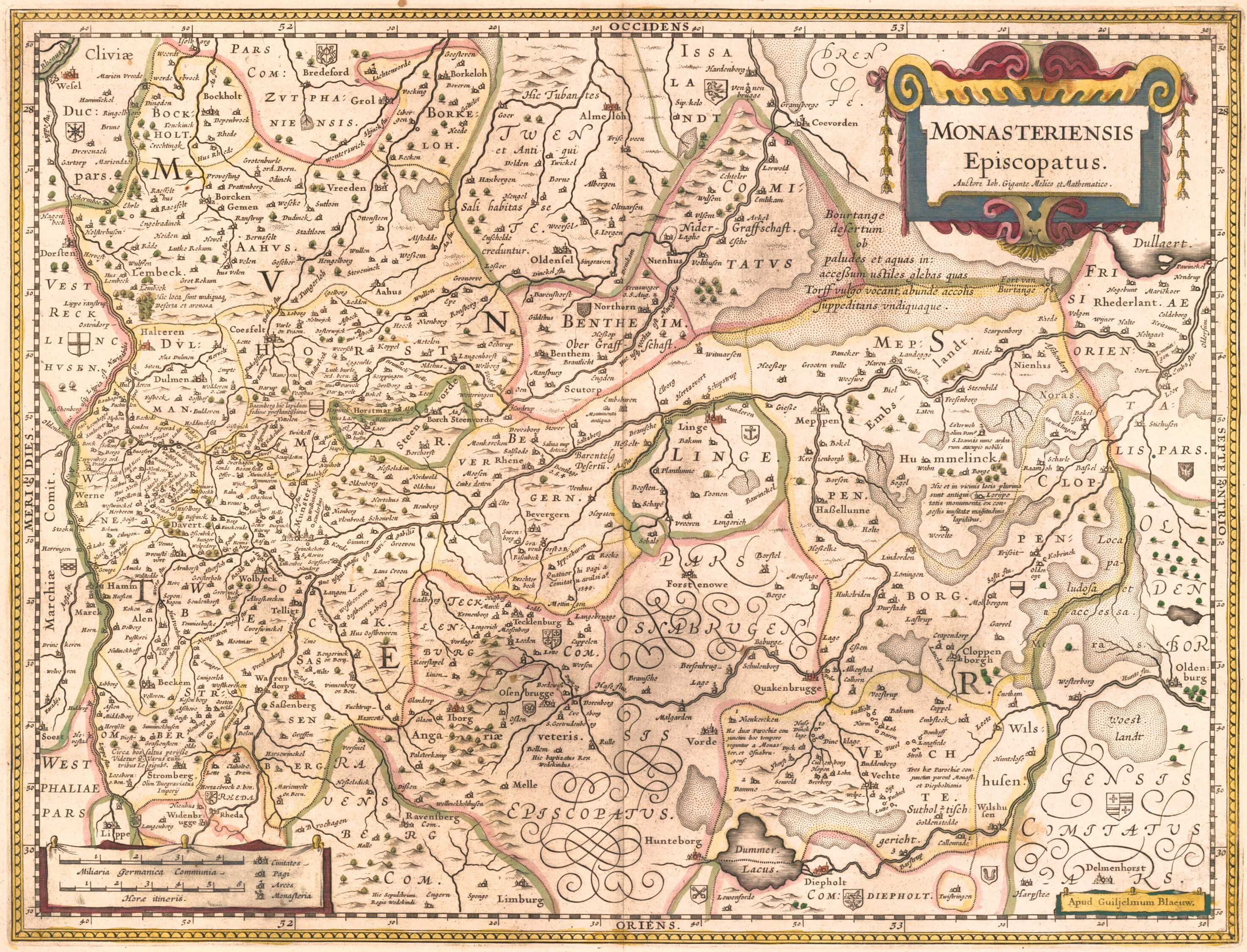
Monasteriensis Episcopatus, 1645

Das durch Ludgerus, auch Liudger genannt, geordnete und von Karl dem Großen begründete Bistum blieb zunächst in der Verfügung der liudgeridischen, mit Werden verbundenen Bischöfe Gerfried (809–839) und Altfried (839–849). Der Ausbildung einer umfassenden Pfarrorganisation bis zum 10. Jahrhundert standen adlige und königliche (Frauen-)Stifte wie die in Liesborn (ab etwa 785) Vreden (ab etwa 839) und Freckenhorst (ab etwa 856) gegenüber. Das Hochmittelalter sah die münsterischen Bischöfe weitgehend auf der Seite des deutschen Königtums.
Münster ist in den Wirren des Investiturstreits (1075–1122) Opfer eines Angriffs des sächsischen Herzogs (und späteren römisch-deutschen Kaisers und römisch-deutschen Königs) Lothar von Supplinburg (1106–1137) geworden (1121). Als Wiedergutmachung überschrieb Lothars Mitstreiter Gottfried von Cappenberg, Graf des Dreingau, in dem darauf folgenden Jahr seine Besitzungen dem Bistum. 1252 erwarb das Bistum ravensbergische Gebiete um Meppen und Vechta.
Im späteren Mittelalter und der frühen Neuzeit wurden die Bischöfe zu Landesherren eines Territoriums zwischen Ems und Hunte, des (Hoch- und Nieder-)Stifts Münster, das mit der Unterordnung des stiftischen Adels und der Ausbildung der drei Landstände von Domkapitel, Rittern und Städten zunehmend fester organisiert war.
Erschütterungen blieben dennoch nicht aus, wie die Münsterische Stiftsfehde (1450–1457), bei der sich zwei Kandidaten und deren Parteien im Kampf um den Bischofsstuhl gegenüberstanden, die Einführung der Reformation (1524) oder das Täuferreich von Münster (1533/1534–1535) zeigen.
In der frühen Neuzeit, nach Reformation und Gegenreformation, nach Dreißigjährigem Krieg (1618–1648) und Westfälischem Frieden (1648), ist der Bischofssitz Münster als Haupt-, Festungs- und Garnisonsstadt Zentrum eines Hochstifts, eines katholischen Konfessionsstaates der absolutistisch regierenden Fürstbischöfe, etwa eines Christoph Bernhard von Galen (1650–1678), der unter anderem am Feldzug gegen Bremen-Verden im Schwedisch-Brandenburgischen Krieg als Oberbefehlshaber teilnahm, oder eines Ferdinand II. von Fürstenberg (1678–1683).
Nach der Französischen Revolution nahm das Bistum Münster zahlreiche von dort vertriebene Priester und Ordensschwestern auf. Nachdem in der Stadt Münster so viele Zuflucht gefunden hatten, dass dort, wie es damals hieß, „mehr Geistliche gewesen sein sollen als in Rom“, wurden sie, wie die beeindruckende Liste des ecclésiastiques français qui ont reçu l’hospitalité dans les villes et pays de Münster pendant les années 1794–1795 (Liste der französischen Geistlichen, die während der Jahre 1794–1795 in der Stadt und im Land Münster Gastfreundschaft erfuhren) zeigt, auch im weiten Umland auf Bauernhöfen beherbergt.

### Von der Säkularisation bis zur Weimarer Republik
Der Reichsdeputationshauptschluss (1803) beendete die Existenz des bischöflichen Staates. Ein Großteil fiel als Erbfürstentum Münster an Preußen, das bereits 1802 dessen Territorium und Hauptstadt in Besitz nahm. Die Größe des Bistums blieb dennoch bis 1821 unverändert. Bei der deutschlandweiten Neugliederung durch die Bulle De salute animarum 1821 kam das Großherzogtum Oldenburg vollständig an das Bistum, während die nun hannoverischen Anteile an das Bistum Osnabrück fielen. Diese Gliederung hat bis heute Bestand, obwohl Oldenburg seit 1946 als Land nicht mehr existiert. Auch kam der jülichsch-klevisch-bergische Regierungsbezirk Kleve hinzu, der vorher diözesan zu Köln gehört hatte.
Im preußischen Kulturkampf musste Bischof Johannes Bernhard Brinkmann 1871 ins niederländische Exil und wurde 1875 für abgesetzt erklärt. Erst 1880 kehrte er zurück. Danach wurde der politische Katholizismus zunehmend reichsloyaler. Es gab eine intensive Missionstätigkeit katholischer Orden in den deutschen Kolonien, in Hiltrup saßen die Hiltruper Missionare.
Nach dem Preußenkonkordat erfolgte 1930 durch die Bulle Pastoralis officii nostri eine Abtretung des Landkreises Kempen-Krefeld sowie von Leuth, wo der Bischof im Kulturkampf noch gewohnt hatte, an das neue Bistum Aachen.

### Im Nationalsozialismus
Die bekannteste historische Gestalt war in der Zeit des Nationalsozialismus Kardinal von Galen. An der Rolle der deutschen Bischöfe im Nationalsozialismus bemängeln Kritiker, die Klagen der katholischen Kirche in Deutschland hätten stets der Verletzung katholischer Interessen, nicht dem System des Nationalsozialismus als solches gegolten. Die deutschen Bischöfe haben sich während der 1930er-Jahre und im Zweiten Weltkrieg lange darauf beschränkt, lediglich durch Eingaben an die Reichsregierung gegen Missstände zu protestieren, da es unter den Bischöfen einen länger dauernden Konflikt und eine Führungskrise sowie unterschiedliche Auffassungen über das Vorgehen gab. Proteste der deutschen Bischöfe gegen Justizmorde an ihren Gegnern, gegen die Verfolgung von Liberalen, Demokraten und Kommunisten fanden nicht statt. Ein Protest der Bischöfe gegen Hitlers Überfall auf Österreich, die Tschechoslowakei, Polen, Dänemark, Norwegen, Belgien, Holland, Frankreich oder die Sowjetunion blieb ebenso aus wie ein Aufbegehren gegen Judenpogrome, die Zerstörung von Synagogen, die Verschleppung und Vergasung der Juden.
Das Bistum Münster war dabei keine Ausnahme. Der damalige Bischof von Münster (1933–1946), Clemens August Graf von Galen, bezeichnete die nationalsozialistische Regierung als rechtmäßig eingesetzte Obrigkeit und unterstützte das deutsche Großmachtstreben. Abgesehen von dem – allerdings nur Ausnahme gebliebenen – Engagement von Galens gegen die Vernichtung sog. unwerten Lebens und die Entrechtung katholischer Einrichtungen zeugen zahlreiche bischöfliche und kirchliche Verlautbarungen aus dem Bistum Münster von einer Zustimmung zu Hitler und dessen Zielen. In einem – noch vor Kriegsbeginn mit Imprimatur des Bischöflichen Ordinariats (8. November 1938) versehenen – Vademecum für den katholischen Soldaten heißt es: „Der Führer verkörpert die Einheit des Volkes und Reiches. Er ist der oberste Träger der staatlichen Gewalt. Ihm als solchen zu gehorchen, ist der christliche Deutsche auch ohne Eid im Gewissen gebunden […]. Ist dem deutschen Soldaten solche Treue seinem Führer und obersten Befehlshaber zu geloben schon leicht gemacht, weil er in ihm das Vorbild wahrhaft soldatischen Wesens und soldatischer Treue erkennt, weil er seine Treue einem Manne schenkt, der den Sinn seines Lebens in der Mehrung der Größe und Ehre seines Volkes sieht und Tag und Nacht selbst das Beispiel der Treue gibt, dann wird der christliche Soldat erst recht sein Gelöbnis in Ernst und Freudigkeit des Herzens sprechen können, weil ihn sein Glaube lehrt, in der Person des Herrschers über die rein menschlichen Fähigkeiten und Leistungen hinaus die ihm von Gott verliehene Herrlichkeit und Ehre zu erkennen und anzuerkennen.“ Ein Gebet, das die katholischen Geistlichen des Bistums anlässlich der deutschen Bombenangriffe auf Warschau im Herbst 1939 auf Anweisung des Bischofs Graf Galen zu sprechen hatten, lautete: „Allmächtiger ewiger Gott! Wir bitten dich, nimm unser Vaterland in deinen beständigen Schutz: Erleuchte seine Lenker mit dem Lichte deiner Weisheit, damit sie erkennen, was zur wahren Wohlfahrt des Volkes dient, und das, was recht ist, in deiner Kraft vollbringen. Schütze alle Angehörigen unserer Wehrmacht und erhalte sie in deiner Gnade, stärke die Kämpfenden […].“

### Von 1945 bis in die Gegenwart
Die Zeit nach 1945 war durch den Wiederaufbau der Gemeinden und Kirchen geprägt sowie die Integration vieler Flüchtlinge und Vertriebener, die auch vielfach die monokonfessionelle Struktur in der Bevölkerung verminderten. Hinzu kam ab den 1960er Jahren die Migration von Katholiken aus Südeuropa und darüber hinaus.

#### Wort zum Ende des Zweiten Weltkriegs vor 75 Jahren
In einem „Wort zum Ende des Zweiten Weltkriegs vor 75 Jahren“ mit dem Titel „Deutsche Bischöfe im Weltkrieg“ nahmen die deutschen Bischöfe am 29. April 2020 Stellung zum Verhältnis der katholischen deutschen Bischöfe zum Zweiten Weltkrieg. Sie kritisierten, dass sowohl beim Kriegsausbruch 1939 als auch danach offener Protest der deutschen Bischöfe gegen den nationalsozialistischen Vernichtungskrieg ausgeblieben sei, und bezeichneten das Verhalten ihrer Vorgänger als „schwer verständlich, wenn nicht sogar falsch“. Weiter schrieben die Bischöfe 2020: „Auch gegen die ungeheuerlichen Verbrechen an den als ‚rassenfremd‘ diskriminierten und verfolgten Anderen, insbesondere den Juden, erhob sich in der Kirche in Deutschland kaum eine Stimme.“ Erst nach einem Anstoß durch Patientenmorde und „Klostersturm“ hätten einzelne Bischöfe offenen Widerspruch gewagt.

„Letztlich fanden die Bischöfe keinen Ausweg aus der Spannung, die sich aus der geteilten Vorstellung patriotischer Verpflichtung im Krieg, der Legitimität staatlicher Obrigkeit, den daraus resultierenden Gehorsamspflichten sowie den offenkundigen Verbrechen ergab. [...] Indem die Bischöfe dem Krieg kein eindeutiges ‚Nein‘ entgegenstellten, sondern die meisten von ihnen den Willen zum Durchhalten stärkten, machten sie sich mitschuldig am Krieg.“

Zum größten Bestandssproblem wurde ab dem Ende des 20. Jahrhunderts der zunehmende Priestermangel durch zu wenige Priesterweihen für den Bedarf des Bistums.

#### Fälle des sexuellen Missbrauchs
Auch im Bistum Münster gab es Fälle sexuellen Missbrauchs durch Geistliche, die für die Zeit zwischen 1945 und 2020 durch eine Historikerkommission aufgearbeitet wurde; das Gutachten wurde am 13. Juni 2022 veröffentlicht. Die Forscher ermittelten 610 Missbrauchsopfer größtenteils im Alter zwischen 10 und 14 Jahren sowie 196 beschuldigte Kleriker: 183 Priester, zwölf Ordensbrüder und ein Ständiger Diakon. Es sei jedoch aus vergleichbaren Fällen von einem „Dunkelfeld“ auszugehen, das acht- bis zehnmal so groß ist. Bei 40 Prozent der Beschuldigten gebe es Hinweise auf Missbrauch von mehr als einer Person, 90 Prozent der Fälle hätten keine strafrechtlichen Konsequenzen gehabt.
Die Forscher ermittelten, dass es in den Amtszeiten der Bischöfe Michael Keller, Joseph Höffner, Heinrich Tenhumberg und Reinhard Lettmann durchweg zu „skandalvermeidendem und strafvereitelndem“ Verhalten gekommen sei, der Umgang mit Beschuldigten sei mangelhaft gewesen. In insgesamt 140 Fällen gebe es Belege, dass die Bischöfe persönlich Kenntnis der Vorgänge hatten; allerdings habe es in der Bistumsleitung eine Präferenz für mündliche Absprachen gegeben, so dass in vielen Fällen keine schriftlichen Belege für die persönliche Kenntnis des Bischofs vorlägen. Die Forscher hatten bereits 2020 in veröffentlichten Zwischenergebnissen darauf hingewiesen, dass bei früheren Bischöfe große Milde für Missbrauchstäter sowie ein „massives Leitungs- und Kontrollversagen“ festzustellen sei. In der Amtszeit von Bischof Felix Genn (2009–2025) seien wichtige Schritte zur Missbrauchsaufarbeitung gemäß kirchlicher und staatlicher Vorgaben unternommen worden, jedoch habe auch Genn zu Beginn nicht immer angemessen gehandelt.
Im Dezember 2018 forderte Bischof Genn, die Verjährung sexuellen Missbrauchs abzuschaffen und Sexualstraftäter härter zu bestrafen. Hintergrund war der Fall eines Priesters in der Diözese, der mehrmals Erwachsene sexuell bedrängt hatte und rückfällig geworden war, obwohl Experteneinschätzungen das Gegenteil prognostiziert hatten. Im Januar 2021 beendeten zwei Betroffenengruppen die Zusammenarbeit mit dem Bistum. Dieses bot den Gruppen aus Münster und Rhede eine weitere Zusammenarbeit an.
Zu Beginn des Jahres 2025 suspendierte Bischof Genn einen Priester aus Ahaus, dem von einer Person sexueller Missbrauch aus dem Jahre 1995 vorgeworfen wurde. Ebenso wurde auch ein Priester der Pfarrei Beckum St. Stephanus suspendiert.

## Wallfahrtsstätten
Im Bistum Münster sind die folgenden Wallfahrtsstätten bekannt:
| Bild                                      | Wallfahrtsstätte                               | Ort                                 | Kirche                                 | Kategorie           | Bemerkungen                                   |
| ----------------------------------------- | ---------------------------------------------- | ----------------------------------- | -------------------------------------- | ------------------- | --------------------------------------------- |
| Wallfahrtskapelle in Aengenesch           | Schmerzhafte Mutter                            | Aengenesch                          | Wallfahrtskapelle                      | Gnadenbild          |                                               |
| Gnadenbild in Bethen                      | Schmerzhafte Mutter                            | Bethen (bei Cloppenburg)            | St. Maria, Mutter der Sieben Schmerzen | Gnadenbild          | nördlichster Marienwallfahrtsort Deutschlands |
| Wallfahrtskirche in Billerbeck            | Heiliger Liudger                               | Billerbeck                          | Propsteikirche St. Ludgerus            | Sterbeort           |                                               |
| Bocholter Kreuz                           | Bocholter Kreuz                                | Bocholt                             | St.-Georg-Kirche                       | Kreuz               |                                               |
| Wallfahrtskapelle in Breischen b. Hopsten | Mutter Anna                                    | Breischen (bei Hopsten)             | St. Anna                               | Gnadenbild          |                                               |
| Wallfahrtskapelle in Hoetmar              | Schmerzhafte Mutter                            | Buddenbaum (bei Warendorf-Hoetmar)  | Wallfahrtskapelle                      | Gnadenbild          |                                               |
| Coesfelder Kreuz                          | Heiliges Kreuz                                 | Coesfeld                            | St. Lamberti                           | Kreuz               |                                               |
| St. Nikolaus in Darfeld                   | Selige Maria Droste zu Vischering              | Darfeld (bei Rosendahl)             | St. Nikolaus                           | Taufkirche          |                                               |
| Heilig Kreuz in Dülmen                    | Selige Anna Katharina Emmerick                 | Dülmen                              | Heilig-Kreuz-Kirche                    | Grab                |                                               |
| Marienfigur im Burloer Altar              | Mutter Gottes                                  | Eggerode (bei Schöppingen)          | Wallfahrtskapelle                      | Gnadenbild          |                                               |
| Stiftskirche Freckenhorst                 | Heiliges Kreuz                                 | Freckenhorst                        | St. Bonifatius                         | Kreuz               |                                               |
| St. Mariä Himmelfahrtkirche in Ginderich  | Mutter Gottes                                  | Ginderich                           | St. Mariä Himmelfahrt                  | Gnadenbild          |                                               |
| Kirchturm der Maria-Magdalena Pfarrkirche | Heiliger Arnold Janssen                        | Goch                                | Pfarrkirche Maria-Magdalena            | Geburtsort          |                                               |
| Gnadenbild in Haltern am See              | Mutter Anna                                    | Haltern am See                      | St. Anna                               | Gnadenbild          |                                               |
|                                           | Heiliges Kreuz                                 | Heek                                | Heilig-Kreuz-Kirche                    | Kreuz               |                                               |
| Schrein der Hl. Ida                       | Heilige Ida                                    | Herzfeld (in Lippetal)              | St. Ida                                | Grab                |                                               |
|                                           | Mutter Gottes, Trösterin der Betrübten         | Kevelaer                            | St. Marien                             | Gnadenbild          | größter Wallfahrtsort Nordwesteuropas         |
| Kranenburger Kreuz                        | Heiliges Kreuz                                 | Kranenburg                          | Kranenburger Kreuzwallfahrt            | Kreuz               |                                               |
|                                           | Mutter Gottes                                  | Lünen                               | St. Marien                             | Gnadenbild von 1260 | Wallfahrt nachgewiesen seit 1335              |
| Kirche in Marienbaum                      | Mutter Gottes                                  | Marienbaum (bei Xanten)             | St. Mariä Himmelfahrt                  | Gnadenbild          |                                               |
| Grabkapelle der Sr. Euthymia              | Selige Schwester Maria Euthymia Üffing         | Münster                             | Zentralfriedhof in Münster             | Grab                |                                               |
| Grabplatte Clemens August Graf von Galens | Seliger Kardinal Clemens August Graf von Galen | Münster                             | St.-Paulus-Dom                         | Grab                |                                               |
| Stiftskirche Nottuln                      | Heilige Heriburg von Nottuln                   | Nottuln                             | Stift Nottuln                          | Grab                |                                               |
| St. Otger Stadtlohn                       | Mutter Gottes                                  | Stadtlohn                           | St. Otger                              | Gnadenbild          |                                               |
| Südansicht der Wallfahrtskirche           | Heiliges Kreuz                                 | Stromberg (bei Oelde)               | Wallfahrtskirche                       | Kreuz               |                                               |
| St.-Anna-Klus                             | Mutter Anna                                    | Südlohne (bei Lohne)                | Wallfahrtskapelle                      | Gnadenbild          |                                               |
| Telgter Wallfahrtskapelle                 | Schmerzhafte Mutter von Telgte                 | Telgte                              | Telgter Wallfahrt                      | Gnadenbild          |                                               |
| Klosterkirche in Vinnenberg               | Vinnenberger Gnadenbild                        | Vinnenberg in Milte (bei Warendorf) | Kloster Vinnenberg                     | Gnadenbild          |                                               |
| St. Laurentius in Warendorf               | Mutter Gottes                                  | Warendorf                           | St. Laurentius                         | Gnadenbild          |                                               |
| Südturm St. Viktor in Xanten              | Heiliger Viktor von Xanten und Gefährten       | Xanten                              | St.-Viktor-Dom                         | Grab                |                                               |

## Diözesankalender
Im Bistum Münster wird der Regionalkalender für das deutsche Sprachgebiet um die folgenden Eigenfeiern ergänzt (dahinter jeweils der Rang und die liturgische Farbe).
Abkürzungen:

H = Hochfest, F = Fest, G = gebotener Gedenktag, g = nichtgebotener Gedenktag
| Datum         | Eigenfeier                                                       | Beschreibung                                                 | Rang | lit. Farbe | Todestag             |
| ------------- | ---------------------------------------------------------------- | ------------------------------------------------------------ | ---- | ---------- | -------------------- |
| 13. Januar    | Gottfried von Cappenberg                                         | Ordensmann, Stifter des Stiftes Cappenberg                   | g    | weiß       | 13. Jan. 1127        |
| 15. Januar    | Arnold Janssen                                                   | Priester, Ordensgründer der Steyler Missionare               | g    | weiß       | 15. Jan. 1909        |
| 22. Januar    | Vinzenz Pallotti                                                 | Priester                                                     | g    | weiß       | 22. Jan. 1850        |
| 9. Februar    | Sel. Anna Katharina Emmerick                                     | Ordensfrau, Mystikerin                                       | g    | weiß       | 9. Feb. 1824         |
| 22. März      | Sel. Clemens August Graf von Galen                               | Kardinal, Bischof von Münster                                | g    | weiß       | 22. März 1946        |
| 26. März      | Liudger                                                          | Glaubensbote, erster Bischof von Münster (seit 30.3.805)     | H    | weiß       | 26. März 809         |
| 8. Juni       | Sel. Maria Droste zu Vischering                                  | Ordensfrau                                                   | g    | weiß       | 8. Juni 1899         |
| 27. Juli      | Sel. Titus Brandsma                                              | Ordenspriester und Märtyrer                                  | g    | rot        | 26. Juli 1942        |
| 12. August    | Sel. Karl Leisner                                                | Priester und Märtyrer                                        | g    | rot        | 12. Aug. 1945        |
| 4. September  | Ida von Herzfeld                                                 | Kirchengründerin                                             | g    | weiß       | 4. Sep. 825          |
| 4. September  | Irmgard von Aspel                                                | Stiftsgründerin                                              | g    | weiß       | um 1080              |
| 9. September  | Sel. Maria Euthymia Üffing                                       | Ordensfrau                                                   | g    | weiß       | 9. Sep. 1955         |
| 30. September | Jahrestag der Weihe des Doms zu Münster                          | (1264)                                                       | H/F  |            | -                    |
| 3. Oktober    | Die beiden Ewalde, Schwarzer Ewald und Weißer Ewald              | Glaubensboten am Niederrhein und in Westfalen, Märtyrer      | g    | rot        | 3. Okt. 695          |
| 10. Oktober   | Viktor und Gefährten                                             | Märtyrer in Xanten im 3. Jahrhundert                         | g    | rot        |                      |
| 13. Oktober   | Jahrestag der Weihe der Kirchen, die ihren Weihetag nicht kennen |                                                              | H    | weiß       | –                    |
| 7. November   | Willibrord                                                       | Bischof von Utrecht, Glaubensbote bei den Friesen            | G    | weiß       | 7. Nov. 739          |
| 8. November   | Willehad                                                         | Bischof von Bremen, Glaubensbote bei den Sachsen und Friesen | g    | weiß       | 8. Nov. 789          |
| 25. November  | Sel. Niels Stensen                                               | Bischof                                                      | g    | weiß       | 25. Nov. 1686 (jul.) |
| 4. Dezember   | Sel. Adolph Kolping                                              | Priester                                                     | g    | weiß       | 4. Dez. 1865         |

## Kirchenbesucher, Schließung von Kirchen
Seit Jahren sind die Zahlen im kirchlichen Leben rückläufig. Ein Vergleich der aktuellen Statistik mit früheren Jahrzehnten verstärkt den Eindruck.
2008 gab es 2.008.322 Katholiken im Bistum Münster, 15.872 weniger als im Vorjahr. Stark gehen die Gottesdienstteilnehmer-Zahlen zurück: 2008 feierten durchschnittlich 12,6 Prozent der Katholiken die Sonntagsmessen mit, 2004 waren es 14,5 Prozent. Im Zehn-Jahres-Vergleich wird deutlich, wie gravierend sich der Messbesuch verändert hat: 1995 lag der Prozentsatz bei 19,9 (416.406 Gottesdienstbesucher); 1985 waren es 29,3 Prozent (614.839); 1975 gingen 35,1 Prozent (787.582) sonntags zum Gottesdienst – eine gute halbe Million Katholiken mehr als 2006.
Dramatisch rückläufige Kirchensteuermittel und Katholikenzahlen sowie Priestermangel zwingen dazu, nicht nur Pfarreien zu fusionieren und Seelsorgeeinheiten zu bilden, sondern auch Kirchen zu schließen. Die Gebäude werden für andere kirchliche Zwecke genutzt, evtl. auch als Wohnraum umgebaut, an andere christliche Glaubensgemeinschaften abgetreten oder abgerissen.

## Bischof-Tenhumberg-Preis
Das Bistum verleiht jährlich im Rahmen der Krippenausstellung im Westfälischen Museum für religiöse Kultur in Telgte den Bischof-Tenhumberg-Preis an Künstler.